# Бертхолд I фон Васербург
Бертхолд I фон Васербург (на немски: Berthold I von Wasserburg; * ок. 936; † ок. 26 август 990) е господар на Васербург, Ризенбург и Горен Изар.

## Произход
Той е син на граф Арнолд I фон Зундгау († 953) и съпругата му Аделхайд († ок. 915). Внук е на граф Лиутфрид V фон Зундгау († 926) и правнук на граф Лиутфрид IV фон Зундгау, господар на Монца († 910).

## Фамилия
Бертхолд I фон Васербург се жени 965 г. за де Бар (* сл. 954), дъщеря на херцог Фридрих I от Горна Лотарингия, граф на Бар († 978) и принцеса Беатрис Френска († сл. 987), дъщеря на френския херцог Хуго Велики († 956) и Хедвига от Германия († 958), дъщеря на император Хайнрих I Птицелов († 936) и Матилда фон Рингелхайм († 968). Те имат децата:
- Фридрих фон Васербург († ок. 1030), граф на Горен Изар и граф на Васербург, женен за Куница фон Йонинген († 6 март 1020), дъщеря на херцог Конрад I/II от Швабия († 997) и принцеса Рихлинд от Швабия, дъщеря на херцог Лиудолф от Швабия
- Дитрих фон Васербург, граф на Васербург, родител на Фридрих I, граф на Дисен (1003/1027)
- дъщеря фон Васербург († ок. 966), омъжена за граф Вихард (Викинг) III ван Гелдерн († 1027)